# Kraken (novela)
Kraken es una novela del autor británico China Miéville. Se publicó en el Reino Unido por Macmillan, y en los EE. UU. por Del Rey Books. El libro lleva el subtítulo "An Anatomy" en la portada. Fue la obra ganadora del Premio Locus de 2011 a la mejor novela de fantasía. Miéville ha descrito el libro como "una comedia oscura sobre una secta de adoradores de calamares y del fin del mundo. Se toman la idea del culto al calamar muy en serio. Parte del atractivo de lo fantástico es tomar muy en serio ideas ridículas y pretender que no son absurdas."

## Argumento
Un hecho inexplicable se ha producido en el Museo Británico de Historia Natural: un espécimen de cuarenta pies de un calamar gigante en formol ha desaparecido durante la noche.
Además, la víctima de un asesinato aparece doblada y metida en una botella de vidrio. Varios grupos están interesados en recuperar el calamar, incluyendo a un ingenuo miembro del personal, un escuadrón secreto de la policía de Londres, variados cultos religiosos variados y diversos criminales sobrenaturales o casi muertos. El asombroso calamar representa a la deidad de la Iglesia del Kraken Todopoderoso. ¿Han liberado a su dios o ha sido robado por un culto rival? Lo único en lo que todos están de acuerdo es en que el destino del kraken embalsamado está profundamente ligado al Fin del Mundo.

## Personajes
Billy Harrow, es un empleado en el Centro Darwin en el Museo Británico de Historia Natural. Billy descubre que el kraken no está, lo que da inicio a su aventura en el mundo de la magia, los cultos al calamar, y los tatuajes inteligentes.
Collingswood, un oficial de la policía de Londres.
Dane, miembro de un culto krakenista que busca proteger a Billy.
Goss y Subby, asesinos imparables a las órdenes del tatuaje.
Marge, una mujer joven en busca de su novio desaparecido.
Tattoo, el despiadado líder de una banda que además resulta ser un tatuaje inteligente.
Wati, un espectro egipcio que lidera la unión familiar

## Recepción
En una reseña de The Guardian, Damien T Walter dice:
En Kraken parece que Miéville está dando un paso atrás de su agenda artística que ha influenciado previamente su escritura, quizá para estirar los músculos creativos que se estaban quedando rígidos en la seriedad restrictiva del New Weird.Y  Miéville agrega su comedia oscura con un deleite casi indecoroso.
Del mismo modo, en una reseña publicada originalmente en The Sydney Morning Herald, James Bradley señala que Kraken es: 
El trabajo más estilísticamente exuberante de Miéville hasta la fecha, no solo gloriosamente adjetivo... además es tremendamente creativo, y une un oído maravilloso para los ritmos del inglés usado en Londres y para  la jerga semicientífica de la literatura ocultista.
| Predecesor                              | Premios de Kraken                                 | Sucesor                                  |
| --------------------------------------- | ------------------------------------------------- | ---------------------------------------- |
| La ciudad y la ciudad de China Miéville | Premio Locus a la mejor novela de fantasía (2011) | Danza de dragones de George R. R. Martin |

- Datos: Q4410342